# O Empalme
O Empalme en galicien (nom officiel), ou Empalme en castillan, est un hameau de la parroquia (paroisse civile) de San Lourenzo de Pastor (gl) dans le municipio (canton) d'O Pino, comarque de Arzúa, province de La Corogne, communauté autonome de Galice, au nord-ouest de l'Espagne.
Ce hameau du municipio de O Pino est traversé par le Camino francés du Pèlerinage de Saint-Jacques-de-Compostelle.

## Patrimoine et culture

### Pèlerinage de Compostelle
Le Camino francés du Pèlerinage de Saint-Jacques-de-Compostelle traverse le hameau d'O Empalme, en venant du hameau d'A Rabiña (Rabiña en castillan) dans le municipio (commune ou canton) d'O Pino.
La halte suivante est le hameau de Santa Irene, dans le même municipio d'O Pino.